# Menino de Engenho
Menino de engenho é um romance memorialístico regionalista brasileiro, sendo a primeira obra de José Lins do Rego, publicada em 1932. Custeado pelo autor, o livro foi aclamado pela crítica brasileira por retratar a decadência do Nordeste canavieiro. Em suas obras, ele retrata o Nordeste úmido da Paraíba, com seus senhores de engenho e suas negras utilizadas para o trabalho e o amor. O escritor adentra o interior e amplia suas descrições para o Nordeste sertanejo, povoado por cangaceiros, beatos, fanáticos e coronéis. Sua linguagem coloquial invade a literatura brasileira com uma força e vigor raramente encontrados em seus predecessores na captação da matéria regional. Por isso, José Lins do Rego é considerado fundamental na história do moderno romance brasileiro.
A região canavieira da Paraíba e de Pernambuco, em período de transição do engenho para a usina, encontrou no “ciclo da cana-de-açúcar” de José Lins do Rego sua mais alta expressão literária. Descendente de senhores de engenho, o romancista soube fundir, em uma linguagem de forte e poética oralidade, as recordações de sua infância e adolescência com o registro intenso da vida nordestina colhida de dentro.
Essa obra inaugura o que o autor mais tarde denominaria “ciclo da cana-de-açúcar”, que inclui os seguintes livros: Menino de engenho (1932), Doidinho (1933), Banguê (1934), O Moleque Ricardo (1935) e Usina (1936).
A obra Menino de engenho narra a história de Carlinhos, que, ao perder sua mãe, muda-se para a casa de seu avô, local em que toda a narrativa ganha cor e vida. Nesse espaço, o engenho, a obra conta a trajetória de um menino puro que, com o passar do tempo, se transforma em um "menino libertino" (como era chamado no engenho), ao ter contato precoce com a vida sexual. Dentro desse cenário, ao contar a história da infância de Carlinhos, o autor nos leva a conhecer a realidade social, política e econômica daquela região nordestina.
Percebemos, nesta narrativa, que mesmo após a abolição dos escravos, ainda havia muitas senzalas em que negras e negros continuavam a realizar trabalho escravo para os senhores de engenho, talvez por escolha própria ou, possivelmente, não.
É uma obra riquíssima, em que todo o cenário nordestino é apresentado de maneira minuciosa, cheia de detalhes, que reflete a realidade de muitos nordestinos até os dias atuais.

## Personagens
Carlos de Melo: (personagem principal) – Um pouco acanhado e tristonho. Por ser asmático, está sempre cercado pelos cuidados de sua tia Maria. Não era religioso e, aos 12 anos, começou sua vida sexual, tornando-se um libertino.
D. Clarisse: Mãe de Carlos. Era meiga, calma e muito amorosa.
Pai de Carlos: Seu nome não é mencionado no livro. Durante o período em que Carlos viveu com ele, dedicou muita atenção ao filho. Era apaixonado por sua esposa, Clarisse.
Tio Juca: Filho de José Paulino. É ele quem vai buscar o sobrinho na cidade para levá-lo ao engenho. Envolvia-se com as mulatas do engenho e nunca era castigado por isso.
Coronel José Paulino: Avô materno de Carlinhos. Era um homem justo, de caráter forte, respeitado, mas severo. Carlinhos o admirava muito. Era o dono do engenho.
Tia Maria: Irmã mais nova de Clarisse. Cuidou de Carlinhos enquanto ele morava no engenho. Era muito carinhosa e tentava suprir a falta que a irmã fazia ao sobrinho.
Tia Sinhazinha: Cunhada de José Paulino, já idosa. Cuidava da casa e era vista como uma pessoa má. Todos tinham medo dela, especialmente os criados. Após o casamento de Tia Maria, passou a cuidar de Carlinhos e acabou se aproximando dele.
Totonha: Senhora que fazia visitas aos engenhos e contava muitas histórias para as crianças, o que Carlinhos adorava.
Maria Clara: Prima mais velha de Carlinhos, que veio da cidade para passar um tempo no engenho. Carlinhos se apaixona por ela aos oito anos e, quando ela parte, ele sofre muito.

## Enredo
O romance é composto por quarenta capítulos curtos, que representam, ao mesmo tempo, quarenta quadros distintos. Alguns deles ampliam o tema básico de outros. O livro conta a história de Carlinhos, um garoto de quatro anos que, após a morte trágica de sua mãe e o encarceramento do pai, vai morar no engenho de seu avô, Coronel José Paulino. O romance é uma narrativa semi-autobiográfica, onde o autor rememora sua infância no ambiente rural do nordeste brasileiro.
O livro retrata a vida no engenho e as experiências de Carlinhos enquanto ele cresce cercado pela cultura patriarcal do Nordeste, marcada pela hierarquia social e pelo relacionamento entre senhores de engenho e trabalhadores. O avô de Carlinhos é uma figura autoritária, mas carinhosa, que assume a responsabilidade de educá-lo e apresentá-lo ao mundo do engenho.
Ao longo do livro, Carlinhos se depara com a realidade dura da vida no engenho, conhecendo a desigualdade, o preconceito e as convenções sociais que permeiam o cotidiano dos trabalhadores. Também experimenta descobertas importantes da infância, como os primeiros contatos com o sexo, a religião e a morte. O romance é pontuado por episódios que misturam o lirismo infantil com a brutalidade da vida adulta.
"Menino de Engenho" se destaca pelo tom nostálgico e pela descrição rica dos cenários e personagens do engenho. José Lins do Rego aborda criticamente a decadência do sistema dos engenhos de açúcar, mostrando a transformação da sociedade rural brasileira no início do século XX. O desfecho se dá quando Carlinhos é enviado para estudar em um colégio, marcando o fim de sua infância e sua saída definitiva do mundo do engenho.

## Tempo e Espaço
1. O tempo da narrativa é cronológico, abrangendo desde os quatro anos de Carlinhos até os doze anos, quando ingressa no colégio interno.
2. O cenário apresentado é a Zona da Mata nordestina, especificamente no engenho Santa Rosa, do coronel José Paulino. Dentro desse espaço do engenho, encontram-se outros ambientes, como a senzala, a casa-grande, a cachoeira e o engenho Santa Fé.

O tempo é cronológico (tempo externo) e psicológico (tempo interno).
Alguns trechos que comprovam:
- “Eu tinha uns quatro anos no dia em que minha mãe morreu.”
- “Todos me diziam que eu era um atrasado. Com doze anos sem saber nada.”
- “Tinha uns doze anos quando conheci uma mulher, como homem.”
Ora, essa delimitação cronológica é de grande interesse, não só psicológico, para a análise estrutural da obra quanto ao ângulo de visão do memorialista. Em Menino de Engenho, impressiona acima de tudo o adulto de mão dada com a criança, para a composição das legendas do seu flashback (...) 

## Narrador
Foco narrativo: em primeira pessoa, narrado pelo personagem Carlos.
Narrativa memorialista.

## Publicações no estrangeiro
Menino de Engenho foi traduzido em francês em 1953 pela editora Deux Rives. Uma nova tradução francesa, ilustrada por André Diniz, foi publicada em 2013 pela editora Anacaona.
- REGO, José lins do. L'Enfant de la plantation. Paris, éditions Anacaona, 2013. Tradução: Paula Anacaona. Prefácio: Paula Anacaona. Ilustrações: André Diniz.